# د ای‌سی‌دبلیو اوریجینالز
د ای‌سی‌دبلیو اوریجینالز (به انگلیسی: The ECW Originals) یک گروه کشتی حرفه‌ای است که در برنامه‌های کشتی حرفه‌ای متنوعی حضور یافته‌است مانند: تی‌اِن‌اِی و از آن مشهورتر در کمپانی دبلیودبلیوئی. 
نام این گروه مشتق از همکاری آن‌ها با ایندیپندنت اکستریم چمپیون‌شیپ رسلینگ اوریجینال می‌باشد. و افراد این گروه یعنی "ای‌سی‌دبلیو اوریجینالز" اولین افرادی بودند که با فعالیت در آن به اوج شهرت و ماندگاری رسیدند. اعضای این گروه طی فعالیتشان با کمپانی اصلی ای‌سی‌دبلیو، سابقه قهرمانی‌هایی چون قهرمانی سنگین‌وزن ای‌سی‌دبلیو، قهرمانی تلویزیونی، و قهرمانی تگ تیم جهان را داشتند.
در ژوئیه ۲۰۱۰، این گروه در  تی‌اِن‌اِی و تحت عنوان Extreme, Version 2 یا Extreme Violence 2 یا EV2 آغاز به کار کردند. با این حال، این گروه بعد از ورشکستگی ای‌سی‌دبلیو و تعطیل شدن و خریداری شدن آن توسط دبلیودبلیوئی، هرگز رسماً با نام اصلی خود فعالیت نکرد، چرا که نام تجاری و تمام امور مربوط به آن در مالکیت دبلیودبلیوئی بود.

## جدیدترین اتحاد مجدد بین اعضای گروه
در ۳۰ نوامبر ۲۰۱۵، د دادلی بویز که در دشمنی با خانواده وایت بودند، در راو تامی دریمر را به تیم بازگرداندند و به نوعی یک بار دیگر تیم ای‌سی‌دبلیو اوریجینالز را احیا کردند.
در راو ۷ دسامبر ۲۰۱۵، این تیم بازگشتِ راینو را اعلام کرد تا او هم به تیم برای مقابله با خانواده وایت کمک کند.